# Ckochas
Ckochas è un comune (municipio in spagnolo) della Bolivia nella provincia di José María Linares (dipartimento di Potosí) con 20.973 abitanti (dato 2008).
È stato istituito il 15 agosto 2006.

## Cantoni
Il comune è suddiviso in due cantoni e tre distretti.
- Cantone Duraznos
- Cantone Turuchipa
- Distretto Linares Norte
- Distretto Keluyo
- Distretto Cebadillas